# Buket Meulinteung
Buket Meulinteung is een bestuurslaag in het regentschap Aceh Timur van de provincie Atjeh, Indonesië. Buket Meulinteung telt 294 inwoners (volkstelling 2010).